# Maison de la Tête d'Or (Bruxelles)
Pour les articles homonymes, voir Tête d'or.
La « Maison de la Tête d'Or » (en ancien néerlandais : t'Gulden Hoot, Den Gulden Hooft ou De Gulden Cop) est une maison de style baroque située au n° 1 de la rue de la Tête d'Or, à côté de la « Maison du Renard », à l'angle sud-ouest de la Grand-Place de Bruxelles en Belgique.

## Historique
La Maison de la Tête d'Or était déjà connue en 1456 puisque, cette année-là, les merciers (propriétaires de la Maison du Renard voisine) « fondèrent une messe par semaine dans la chapelle de Saint-Sauveur, rue des Pierres, qu'ils dotèrent de cinq florins de cens », hypothéqués sur une maison appelée De Vos située entre la maison t'Gulden Hoot (la Tête d'Or) et la maison dite den Hoeren (le Cornet).
La « Maison de la Tête d'Or » était la propriété de la corporation des boulangers : ceux-ci vendirent la maison en 1695 à la demande du Magistrat de la Ville.
Après la destruction des maisons de la Grand-Place lors du bombardement de la ville par les troupes françaises commandées par le maréchal de Villeroy en août 1695,  la maison fut reconstruite à la fin du XVIIe siècle ou au début du XVIIIe siècle.
À partir de 1752, l'académie de peinture, d'architecture et de dessin y fut placée pour quelques années.
La façade fut restaurée en 1938 selon des plans de François Malfait, architecte de la Ville de Bruxelles.
À l'heure actuelle, son rez-de-chaussée abrite une taverne.

## Architecture
La « Maison de la Tête d'Or » possède une façade en pierre de taille partiellement enduite comportant trois travées et constituée d'un rez-de-chaussée, deux étages et une lucarne passante, séparés les uns des autres par des cordons en saillie.
Le rez-de-chaussée commercial est percé d'une grande vitrine en bois et verre.
Les étages sont percés de grandes fenêtres à meneau de bois et à encadrement plat présentant une alternance d'allèges ornées de balustres torses et d'allèges panneautées.
Le deuxième étage est surmonté d'une lucarne passante surmontée d'un fronton courbe et percée d'une fenêtre rectangulaire à allège panneautée.

Allèges
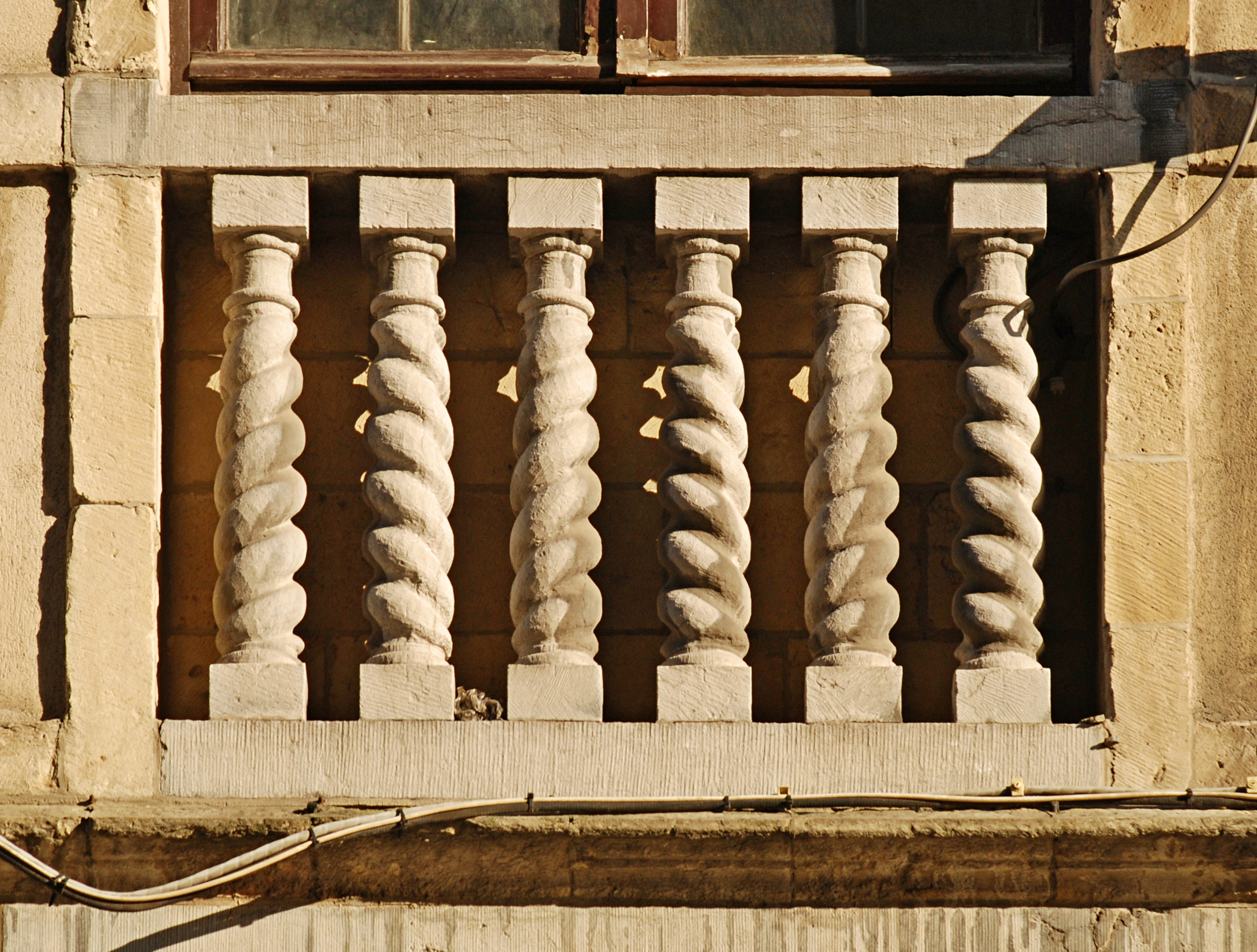
Allège à balustres torses.
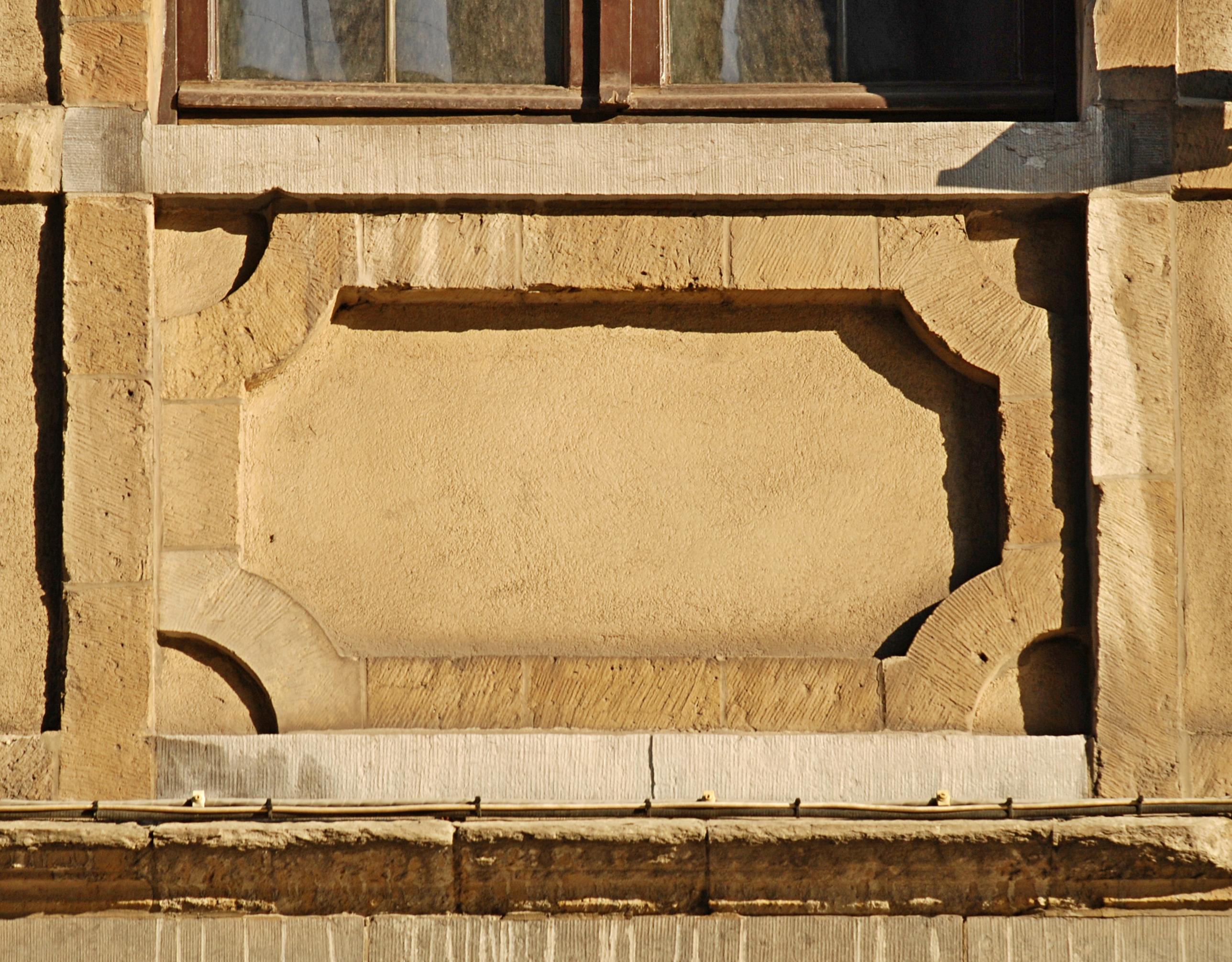
Allège panneautée.